# ヘキサオクタコンタン
| ヘキサオクタコンタン | ヘキサオクタコンタン |
| -------------------- | -------------------- |
| CH3(CH2)84CH3        |                      |
| IUPAC名              | ヘキサオクタコンタン |
| 分子式               | C86H174              |
| 分子量               | 1208.3018            |
| CAS登録番号          | 7667-92-7            |

ヘキサオクタコンタン (Hexaoctacontane) とは、直鎖状のアルカンの1種。炭素原子が86個、分岐することなく一列に連なっている。分子式はC86H174。分子量は1208.3018。